# Sesto viaggio nel regno della fantasia
Sesto viaggio nel regno della fantasia è un romanzo per ragazzi del 2010 di Geronimo Stilton, pseudonimo di Elisabetta Dami, sesto capitolo della serie Nel regno della fantasia.

## Trama
Geronimo Stilton torna nel Regno della Fantasia per una nuova missione: Vermelia, la potente Regina delle Regine delle Streghe, vuole impossessarsi del Rubino di Fuoco e dello Zaffiro Blu: queste pietre possono conferire un potere immenso. Vermelia ha già il Rubino di Fuoco. Geronimo, questa volta, diventa un semplice cantastorie per nascondersi dalle spie della Regina del Male; parte, così, per trovare i cristalli, sconfiggere Vermelia e salvare il Regno della Fantasia. Con una nuova compagnia, formata da un'arpa parlante che suona melodiosamente, una penna che scrive solo la verità e che è una chiacchierona e un cavaliere misterioso che cerca la sua amata, il Cavaliere incontrerà nuovi amici pronti ad aiutarlo e a guidarlo tra paludi insidiose, roseti e giardini fatati, castelli segreti e città tra le nuvole.

## Libri della serie
- Nel regno della fantasia
- Secondo viaggio nel regno della fantasia - Alla ricerca della felicità
- Terzo viaggio nel regno della fantasia
- Quarto viaggio nel regno della fantasia
- Quinto viaggio nel regno della fantasia
- Sesto viaggio nel regno della fantasia
- Settimo viaggio nel regno della fantasia
- Ottavo viaggio nel regno della fantasia

## Edizioni
- Geronimo Stilton, Sesto viaggio nel regno della fantasia, collana Geronimo Stilton, Serie Grandi Libri, Piemme, 2010, ISBN 978-88-566-1285-1.